# Jakub Menšík
Jakub Menšík, né le 1er septembre 2005 à Prostějov, est un joueur de tennis tchèque, professionnel depuis 2022.

## Carrière
Jakub Mensik naît en 2005 à Prostějov.
Il se distingue en 2021 au niveau junior avec une finale à Milan et une victoire au Grade A du Cap. Finaliste de l'Open d'Australie 2022 contre l'Américain Bruno Kuzuhara, il s'incline à l'issue d'un match éprouvant de 3 h 41 (7-64, 66-7, 7-5). Il atteint au mois d'avril le 2e rang mondial. En août, il est demi-finaliste en simple lors des championnats d'Europe et s'adjuge l'épreuve du double avec Jakub Nicod.
Ses débuts au niveau professionnel sont marqués par quatre succès en Futures dont trois consécutifs en fin d'année en Grèce et en Égypte. En mai 2023, il s'adjuge à seulement 17 ans le tournoi Challenger de Prague contre Dominik Köpfer, puis enchaîne avec une série de cinq quarts de finale. Pour sa première dans un grand tournoi, il sort des qualifications de l'US Open, puis écarte les Français Grégoire Barrère (6-4, 4-6, 7-61, 6-2) et Titouan Droguet (3-6, 6-2, 7-61, 6-3) avant de subir une lourde défaite face au 9e mondial Taylor Fritz (6-1, 6-2, 6-0). Sélectionné en équipe de Tchéquie de Coupe Davis pour les phases de groupe, il contribue aux succès de son équipe grâce à ses deux victoires en double et une en simple sur Dušan Lajović.
Début 2024, il est finaliste à Canberra puis se qualifie pour l'Open d'Australie.
En février, il crée la surprise et sort l'Espagnol Alejandro Davidovich Fokina (7-6, 6-4) au tournoi de Doha puis le champion Britannique Andy Murray en trois sets serrés et autant de tie-breaks (7-6, 6-7, 7-6). Il gagne en quarts de finale sa première victoire sur un membre du Top 10, le Russe Andrey Rublev, cinquième joueur mondial (6-4, 7-6) puis se défait du vétéran Français invité au tournoi Gaël Monfils (6-4, 1-6, 6-3) en demi-finale. Cette victoire lui permet de disputer à 18 ans sa première finale sur le circuit ATP contre Karen Khachanov. Face au 17e mondial, il s'incline (6-7, 4-6).
Il retrouve des sensations début octobre à Shanghai et parvient à écarter difficilement l'Espagnol Pedro Martínez (6-1, 5-7, 6-4) ainsi que le sixième mondial Andrey Rublev (6-7, 6-4, 6-3) pour la seconde fois de la saison. Il lâche de nouveau un set contre Alexander Shevchenko (6-1, 6-7, 6-2) ce qui lui permet d'atteindre les huitièmes de finale pour la première fois dans un Masters 1000. Il ne s'arrête pas là et éjecte un deuxième membre du Top 10, de nouveau Grigor Dimitrov (6-3, 3-6, 6-4), en battant deux dans un même tournoi pour la première fois de sa carrière. Il montre encore une fois toutes ses capacités en quarts de finale contre la légende Novak Djokovic, mais cède (7-6, 1-6, 4-6) contre le vétéran serbe.

### 2025:1ertitreen masters 1000 à Miami et quart à Madrid
Le 31 mars, il remporte le Masters 1000 de Miami en battant Novak Djokovic (7-64, 7-64) en finale. Il décroche ainsi son premier titre professionnel et se hisse à la 24e place du classement ATP, son meilleur classement. Il devient par la même occasion le cinquième plus jeune joueur à remporter un tournoi de cette catégorie. Le Tchèque, non tête de série, a battu au premier tour le vétéran Roberto Bautista-Agut (6-4, 3-6, 6-1), le numéro sept mondial Jack Draper (7-62, 7-63), tout récent vainqueur lui aussi de son premier Masters 1000 à Indian Wells en deux tie-breaks ainsi que le Russe Roman Safiullin (6-4, 6-4). Après le forfait de son compatriote Tomáš Macháč, il écarte un autre jeune joueur, le Français Arthur Fils (7-65, 6-1), tombeur du numéro deux mondial Alexander Zverev au tour précédent ainsi que l'Américain Taylor Fritz, finaliste du dernier US Open (7-64, 4-6, 7-64) en demi-finale.
Il offre une nouvelle bonne performance à Madrid où il parvient en huitièmes pour la première fois après deux victoires sur des Américains, le jeune qualifié Ethan Quinn (7-64, 6-1) et le récent finaliste de Munich, Ben Shelton (6-1, 6-4). Un tableau ouvert se montre à lui et le jeune Tchèque s'impose tranquillement devant le Kazakh Alexander Bublik (6-3, 6-2) mais est renversé par l'Argentin Francisco Cerúndolo, finaliste à Buenos Aires en février (6-3, 65-7, 2-6) et tombeur de la tête de série numéro une Alexander Zverev au tour précédent. Il remporte début juillet son premier match à Wimbledon contre le Français Hugo Gaston (6-1, 4-6, 6-2, 6-2) et lâche un nouveau set face à l'Américain Marcos Giron (6-4, 3-6, 6-4, 7-64). Favori contre l'Italien Flavio Cobolli qui comme lui n'a jamais été en deuxième semaine d'un Majeur, il loupe sa chance au troisième tour d'aller plus loin (2-6, 4-6, 2-6).

## Palmarès

### Titre en simple messieurs
| No | Date       | Nom et lieu du tournoi              | Catégorie    | Dotation    | Surface    | Finaliste      | Score      |          |
| -- | ---------- | ----------------------------------- | ------------ | ----------- | ---------- | -------------- | ---------- | -------- |
| 1  | 19-03-2025 | Miami Open presented by itaú, Miami | Masters 1000 | 9 193 540 $ | Dur (ext.) | Novak Djokovic | 7-64, 7-64 | Parcours |

### Finale en simple messieurs
| No | Date       | Nom et lieu du tournoi      | Catégorie | Dotation    | Surface    | Vainqueur       | Score      |          |
| -- | ---------- | --------------------------- | --------- | ----------- | ---------- | --------------- | ---------- | -------- |
| 1  | 19-02-2024 | Qatar ExxonMobil Open, Doha | ATP 250   | 1 395 875 $ | Dur (ext.) | Karen Khachanov | 7-612, 6-4 | Parcours |

### Finale en double messieurs
| No | Date       | Nom et lieu du tournoi                            | Catégorie | Dotation  | Surface    | Vainqueurs                  | Partenaire   | Score             |          |
| -- | ---------- | ------------------------------------------------- | --------- | --------- | ---------- | --------------------------- | ------------ | ----------------- | -------- |
| 1  | 30-12-2024 | Brisbane International presented by Evie Brisbane | ATP 250   | 680 140 $ | Dur (ext.) | Julian Cash Lloyd Glasspool | Jiří Lehečka | 6-3, 62-7, [10-6] | Parcours |

## Parcours dans les tournois duGrand Chelem

### En simple
| Année | Open d'Australie | Open d'Australie     | Internationaux de France | Internationaux de France | Wimbledon       | Wimbledon        | US Open        | US Open      |
| ----- | ---------------- | -------------------- | ------------------------ | ------------------------ | --------------- | ---------------- | -------------- | ------------ |
| 2023  | —                | —                    | —                        | —                        | —               | —                | 3e tour (1/16) | Taylor Fritz |
| 2024  | 2e tour (1/32)   | Hubert Hurkacz       | —                        | —                        | 1er tour (1/64) | Alexander Bublik | 3e tour (1/16) | Nuno Borges  |
| 2025  | 3e tour (1/16)   | A. Davidovich Fokina | 2e tour (1/32)           | Henrique Rocha           | 3e tour (1/16)  | Flavio Cobolli   |                |              |

N.B. : à droite du résultat se trouve le nom de l'ultime adversaire.

## Parcours dans lesMasters 1000
| Année | Indian Wells         | Miami                | Monte-Carlo | Madrid                     | Rome                     | Canada                | Cincinnati       | Shanghai                  | Paris |
| ----- | -------------------- | -------------------- | ----------- | -------------------------- | ------------------------ | --------------------- | ---------------- | ------------------------- | ----- |
| 2024  | 2e tour B. Shelton   | —                    | —           | 3e tour F. Auger           | 1er tour Y. Hanfmann     | —                     | —                | 1/4 de finale N. Djokovic | —     |
| 2025  | 2e tour K. Khachanov | Victoire N. Djokovic | —           | 1/4 de finale F. Cerúndolo | 1/8 de finale H. Hurkacz | 3e tour A. Davidovich | 3e tour L. Nardi |                           |       |

N.B. : sous le résultat se trouve le nom de l’ultime adversaire.

## Victoires sur le top 10
Toutes ses victoires sur des joueurs classés dans le top 10 de l'ATP lors de la rencontre.
| Légende      |
| Grand Chelem |
| Masters 1000 |
| ATP 500      |
| ATP 250      |

| # | J.M.   | Tournoi          | Année | Surface      | Adversaire      | Rang  | Tour   | Score              |
| - | ------ | ---------------- | ----- | ------------ | --------------- | ----- | ------ | ------------------ |
| 1 | no 116 | Doha             | 2024  | Dur          | Andrey Rublev   | no 5  | 1/4    | 6-4, 7-66          |
| 2 | no 74  | Madrid           | 2024  | Terre battue | Grigor Dimitrov | no 10 | 1/32   | 6-2, 64-7, 6-3     |
| 3 | no 65  | Shanghai         | 2024  | Dur          | Andrey Rublev   | no 6  | 1/32   | 67-7, 6-4, 6-3     |
| 4 | no 65  | Shanghai         | 2024  | Dur          | Grigor Dimitrov | no 10 | 1/8    | 6-3, 3-6, 6-4      |
| 5 | no 48  | Open d'Australie | 2025  | Dur          | Casper Ruud     | no 6  | 1/32   | 6-2, 3-6, 6-1, 6-4 |
| 6 | no 54  | Miami            | 2025  | Dur          | Jack Draper     | no 7  | 1/32   | 7-62, 7-63         |
| 7 | no 54  | Miami            | 2025  | Dur          | Taylor Fritz    | no 4  | 1/2    | 7-64, 4-6, 7-64    |
| 8 | no 54  | Miami            | 2025  | Dur          | Novak Djokovic  | no 5  | Finale | 7-64, 7-64         |

## Classements ATP en fin de saison
| Année          | 2022 | 2023 | 2024 |
| Rang en simple | 449  | 166  | 48   |
| Rang en double | 924  | 549  | 983  |

Source : (en) Classements de Jakub Menšík sur le site officiel de la Fédération internationale de tennis